# 山之内靖
山之内 靖（やまのうち やすし、1933年4月22日 - 2014年2月2日）は、日本の社会学者、歴史学者。東京外国語大学名誉教授、フェリス女学院大学名誉教授。専門は、現代社会理論、歴史社会学。

## 経歴
1933年、東京で生まれた。東京大学経済学部に入学し、大塚久雄に師事。卒業後、同大学大学院社会科学研究科に進んだ。
その後、東京外国語大学外国語学部教授に就任。1968年、学位論文『イギリス産業革命の史的分析』を東京大学に提出して経済学博士の学位を取得。在任中には附属図書館長も務めた。1996年からフェリス女学院大学文学部および国際交流学部で教鞭をとった。
2014年2月2日死去。80歳没。

## 著書

### 単著
- 『イギリス産業革命の史的分析』青木書店 1966
- 『マルクス・エンゲルスの世界史像』未來社 1969
- 『社会科学の方法と人間学』岩波書店 1973
  - 新装版 2001年
- 『現代社会の歴史的位相：疎外論の再構成をめざして』日本評論社 1982
- 『社会科学の現在』未來社 1986
- 『ニーチェとヴェーバー』未來社 1993
- 『システム社会の現代的位相』岩波書店 1996
  - 新装版 2011年
- 『マックス・ヴェーバー入門』岩波書店(岩波新書) 1997
- 『日本の社会科学とヴェーバー体験』筑摩書房 1999
- 『受苦者のまなざし：初期マルクス再興』青土社 2004

- 『総力戦体制』伊豫谷登士翁・成田龍一・岩崎稔共編、筑摩書房(ちくま学芸文庫) 2015

### 共編著
- 『岩波講座 社会科学の方法』(全12巻) 村上淳一・二宮宏之・佐々木毅・塩沢由典・杉山光信共編、岩波書店 1993-1994
- 『総力戦と現代化』ヴィクター・コシュマン・成田龍一共著、柏書房 1995
- 『総力戦体制からグローバリゼーションへ』酒井直樹共著、平凡社 2003
- 『再魔術化する世界：総力戦・「帝国」・グローバリゼーション：山之内靖対談集』成田龍一・伊豫谷登士翁共著、御茶の水書房 2004

### 訳書
- 『イギリスの工場・日本の工場：労使関係の比較社会学』ロナルド・ドーア著、永易浩一共訳、筑摩書房 1987
  - 文庫化 ちくま学芸文庫 1993
- 『学問とわれわれの時代の運命：ヴィーコからヴェーバーへ』カール・レーヴィット著、上村忠男共訳、未來社 1989
- 『第二の産業分水嶺』マイケル・ピオリ（英語版）・チャールズ・セーブル（英語版）著、共訳、筑摩書房 1993
  - 文庫化 ちくま学芸文庫 2016
- 『現在に生きる遊牧民：新しい公共空間の創出に向けて』アルベルト・メルッチ著、共訳、岩波書店 1997
- 『コミュニティー：グローバル化と社会理論の変容』ジェラード・デランティ著、共訳、NTT出版 2006

## 関連資料
- 岩崎稔2014「近代の帰趨を問いつづけて：追悼 山之内靖先生(追悼文)」『Quadrante 四分儀』16, 9頁.
- 岩崎稔「山之内靖先生の思い出」(日本経済評論社)